# 第10回日劇學院賞
←第9回 - 第10回 - 第11回→
第10回日劇學院賞，為針對1996年7月到9月在日本播出的夏季檔連續劇之投票與評比。此季由知名的社會派編劇家遊川和彥編寫的性侵題材《白晝之月》獲得最優秀作品賞，此劇為雙主演，織田裕二和常盤貴子以此劇各獲得最佳男女主角獎，《白晝之月》共獲六個獎項。

## 最優秀作品賞
《白晝之月》（TBS）

## 演技類

### 主演男優賞
織田裕二（《白晝之月》）

### 主演女優賞
常盤貴子（《白晝之月》）

### 助演男優賞
玉置浩二（《教練》）

### 助演女優賞
飯島直子（《白晝之月》）

### 新人賞
廣末涼子（《將太的壽司》）

## 製作類

### 服裝造型賞
觀月亞里莎（《秀逗小護士》）

### 攝影賞
NTV《金田一少年事件簿》

### 編劇賞
遊川和彥（《白晝之月》）

### 導演賞
小椋久雄、河野圭太（《教練》）

### 卡司賞
CX《教練》

### 片頭賞
土井裕泰、保坂久美子（《白晝之月》）

### 主題曲賞
〈Another Orion〉藤井郁彌（《玻璃碎片》）

## 特別賞
《夏日求婚》的造型氣球